# Sarcinodes vultuaria
Sarcinodes vultuaria là một loài bướm đêm trong họ Geometridae.